# Temporada de tufões no Pacífico de 1951
A temporada de tufões no Pacífico de 1951 foi uma temporada geralmente abaixo da média, com múltiplos ciclones tropicais a atingirem as Filipinas. Com excepção de janeiro, cada mês viu desenvolver-se pelo menos um sistema tropical; outubro foi o mês mais activo com a formação de quatro ciclones tropicais. No total, houve 21 depressões tropicais, das quais 17 foram tempestades nomeadas; destas, houve 16 tufões.
A temporada começou com a formação de uma tempestade tropical de curta duração sem nome, a 19 de fevereiro, bem a leste das Filipinas; o Tufão Georgia tornou-se a primeira tempestade e tufão da temporada depois de se desenvolver pela primeira vez no Pacífico aberto, a 20 de março. Em abril, o Tufão Iris desenvolveu-se antes de se intensificar para um supertufão no mês seguinte; Iris foi a primeira ocorrência registada de um tufão equivalente de Categoria 5 no Pacífico ocidental. O tufão final e a tempestade do ano foi o Tufão Babs, que permaneceu no mar antes de se dissipar a 17 de dezembro.
O âmbito deste artigo está limitado ao Oceano Pacífico, a norte do equador e a oeste da Linha Internacional da Data. As tempestades que formam a leste da linha da data e a norte do equador são chamadas furacões; ver a temporada de furacões no Pacífico de 1951. Na altura, as tempestades tropicais que se formaram nesta região do Pacífico ocidental foram nomeadas e identificadas pelo Fleet Weather Center em Guam. Contudo, a Agência Meteorológica do Japão (JMA), que foi criada cinco anos mais tarde, identificou quatro ciclones tropicais adicionais durante a época não rastreados pelo Fleet Weather Center; estes sistemas analisados não receberam nomes.

## Sistemas

### Sistemas não nomeados
| Agência(s) | Data ativo           | Pico classificação  | Velocidade ventos sustentados (10-minutos sustentados) | pressão                     | Refs  |
| ---------- | -------------------- | ------------------- | ------------------------------------------------------ | --------------------------- | ----- |
| JMA        | 19 de fevereiro – 21 | Tempestade tropical | N/A                                                    | 990 mbar (hPa; 29.23 inHg)  | [ 2 ] |
| CMA        | 12 de maio – 13      | Depressão tropical  | 55 km/h (30 mph)                                       | 998 mbar (hPa; 29.47 inHg)  |       |
| CMA        | 17 de junho – 22     | Tempestade tropical | 75 km/h (45 mph)                                       | 992 mbar (hPa; 29.29 inHg)  |       |
| CMA, JMA   | 1 de julho – 9       | Tempestade tropical | 95 km/h (60 mph)                                       | 992 mbar (hPa; 29.29 inHg)  |       |
| CMA        | 22 de julho – 24     | Depressão tropical  | 55 km/h (35 mph)                                       | 1002 mbar (hPa; 29.59 inHg) |       |
| CMA, JMA   | 22 de julho – 26     | Tempestade tropical | N/A                                                    | 1005 mbar (hPa; 29.68 inHg) |       |
| CMA        | 27 de julho          | Depressão tropical  | 45 km/h (30 mph)                                       | 1006 mbar (hPa; 29.71 inHg) |       |
| CMA        | 4 de agosto – 6      | Depressão tropical  | 55 km/h (35 mph)                                       | 1002 mbar (hPa; 29.59 inHg) |       |
| CMA        | 5 de agosto – 7      | Depressão tropical  | 55 km/h (35 mph)                                       | 995 mbar (hPa; 29.38 inHg)  |       |
| CMA, JMA   | 9 de agosto – 19     | Tempestade tropical | 95 km/h (60 mph)                                       | 989 mbar (hPa; 29.21 inHg)  |       |
| CMA        | 22 de agosto – 23    | Depressão tropical  | 55 km/h (35 mph)                                       | 1005 mbar (hPa; 29.68 inHg) |       |
| CMA        | 4 de setembro – 6    | Depressão tropical  | 55 km/h (35 mph)                                       | 995 mbar (hPa; 29.38 inHg)  |       |
| CMA        | 8 de setembro        | Depressão tropical  | 55 km/h (35 mph)                                       | 1000 mbar (hPa; 29.53 inHg) |       |
| CMA        | 26 de novembro – 27  | Depressão tropical  | 45 km/h (30 mph)                                       | 1004 mbar (hPa; 29.65 inHg) |       |

## Efeitos da temporada
Esta tabela listará todas as tempestades que se desenvolveram no noroeste do Oceano Pacífico, a oeste da Linha Internacional de Data e ao norte do equador durante 1964. Incluirá sua intensidade, duração, nome, áreas afetadas, mortes, pessoas desaparecidas (entre parênteses) e totais de danos. Os valores de classificação e intensidade serão baseados em estimativas realizadas pela JMA. Todos os números de danos serão em 1964 USD. Danos e mortes de uma tempestade incluirão quando a tempestade foi uma onda precursora ou uma baixa extratropical.
| Nome                | Datas ativo                | Classificação máxima     | Velocidade de vento sustentados | Pressão                    | Áreas afetadas            | Danos (USD)  | Fatalidades | Refs              |
| ------------------- | -------------------------- | ------------------------ | ------------------------------- | -------------------------- | ------------------------- | ------------ | ----------- | ----------------- |
| Georgia             | 18 de março – 25           | Category 4 typhoon       | 220 km/h (140 mph)              | 970 hPa (28.67 inHg)       | Ilhas Marshall, Ilha Wake | Menor        | Nenhum      | [ 3 ]             |
| Hope                | 15 de abril – 23           | Category 1 typhoon       | 130 km/h (80 mph)               | 980 hPa (28.94 inHg)       | Nenhum                    | Nenhum       | Nenhum      | [ 4 ]             |
| Iris                | 29 de abril – Maio 13      | Category 5 super typhoon | 280 km/h (175 mph)              | 910 hPa (26.88 inHg)       | Filipinas                 | $9.5 million | 13          | [ 5 ]             |
| Joan                | 3 de maio – Maio 12        | Category 1 typhoon       | 140 km/h (80 mph)               | 980 hPa (28.93 inHg)       | Nauru                     | Nenhum       | Nenhum      | [ 3 ]             |
| Kate                | 26 de junho – Julho 2      | Category 3 typhoon       | 185 km/h (115 mph)              | 980 hPa (28.79 inHg)       | Japão                     | Desconhecido | 13          | [ 6 ]             |
| Amy                 | 3 de dezembro – 17         | Category 4 typhoon       | 220 km/h (140 mph)              | 950 hPa (28.05 inHg)       | Filipinas                 | $30 million  | 569 – 991   | [ 7 ] [ 8 ] [ 9 ] |
| Totais da temporada |                            |                          |                                 |                            |                           |              |             |                   |
| 21 sistemas         | Fevereiro 18 – Dezembro 16 |                          | 280 km/h (175 mph)              | 886 mbar (hPa; 26.17 inHg) |                           |              |             |                   |